# Pájaro bebedor

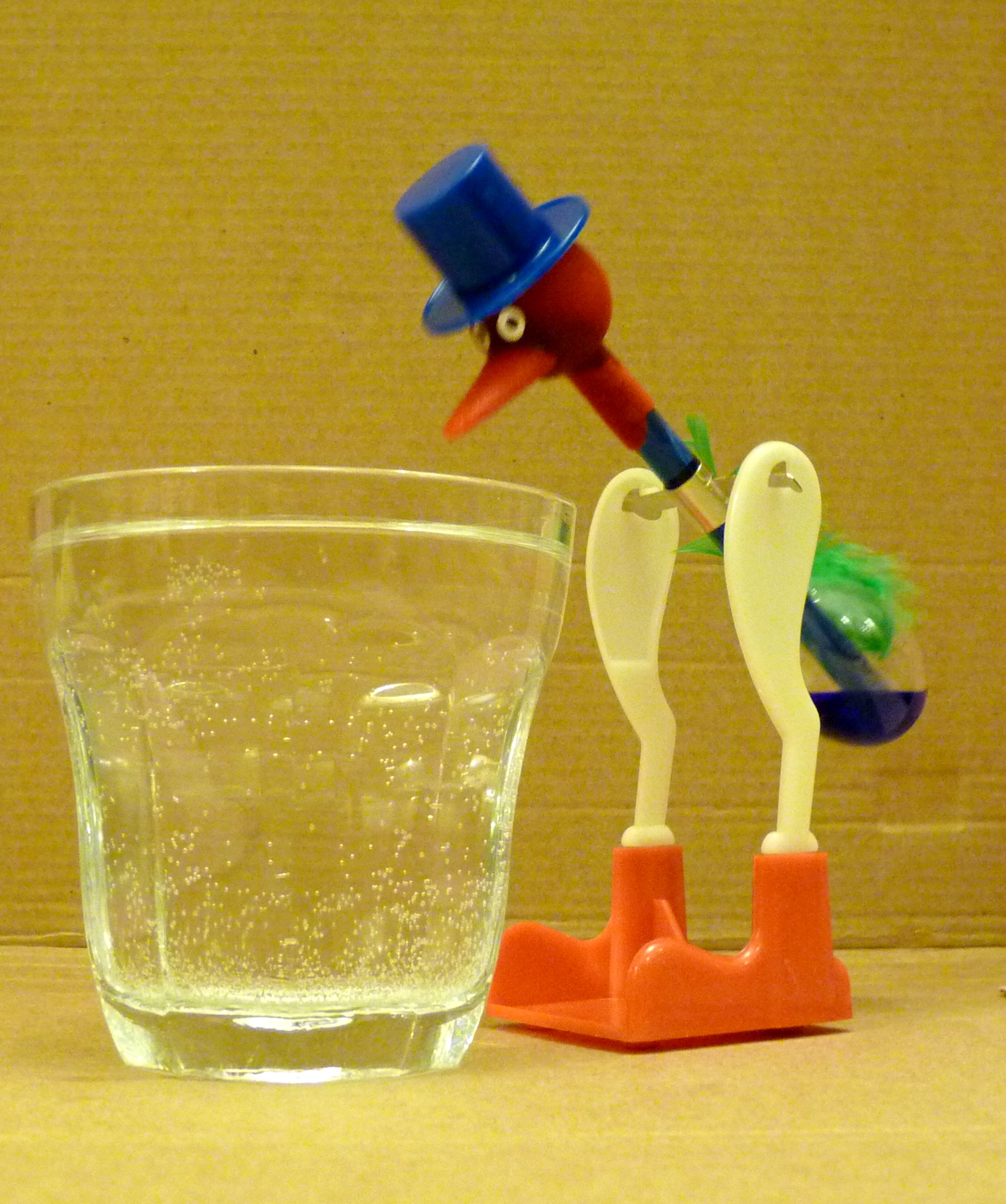
Modelo de pájaro bebedor

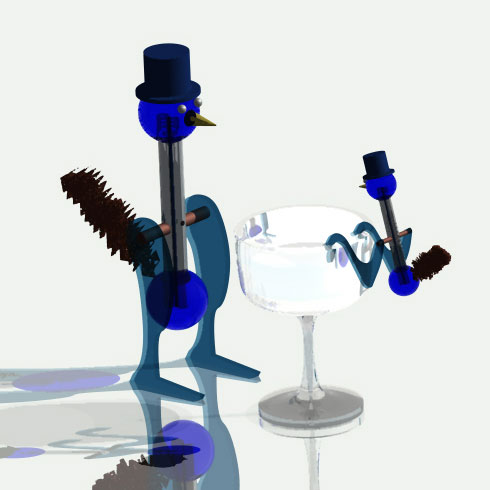
Otros dos modelos de pájaros bebedores

Un pájaro bebedor es un Juguete consistente de un pequeño motor térmico que imita el movimiento de un pájaro bebiendo de una fuente de agua. Suele ser catalogado incorrectamente como un móvil perpetuo.

## Construcción y materiales
Un pájaro bebedor consta de dos esferas de vidrio unidas por un tubo hueco (el "cuello del pájaro") que las conecta. El tubo se extiende casi hasta el fondo de la esfera inferior, pero no se extiende hasta la parte superior. El interior normalmente se rellena de cloruro de metileno coloreado.
El aire se extrae del aparato, de modo que el espacio interior se llena del vapor de cloruro de metileno. La esfera superior está provista de un "pico" que, junto con la "cabeza", está cubierto de un material parecido a fieltro. El pájaro suele estar decorado con ojos de papel, una chistera de plástico y una cola de pluma. El conjunto pivota en un punto en el cuello.
A pesar de su clasificación como un juguete, debe tratarse con cuidado. Antiguos modelos se rellenaban de sustancias fácilmente inflamables. Nuevas versiones utilizan el cloruro de metileno, que no es inflamable, pero puede irritar la piel y los pulmones, y es un mutágeno y teratológeno y potencialmente un carcinógeno.

## Principios físicos y químicos
El pájaro bebedor es un interesante ejemplo para mostrar varias leyes científicas. Estas incluyen:
- La ley combinada de los gases
- La ley de los gases ideales
- La distribución de Maxwell-Boltzmann
- La entalpía de vaporización
- El par motor y el centro de masas
- La capilaridad

## Historia
El pájaro bebedor fue inventado por Miles V. Sullivan en 1945 y patentado en 1946.

## El pájaro bebedor en la cultura popular
El pájaro bebedor aparece en varios episodios de la serie estadounidense de animación Los Simpson, en la popular galardonada serie de Mad Men, en la mesa del comedor de la película Alien de Ridley Scott y en la escena del laboratorio de Westlake en Darkman (1990) de Sam Raimi.
Un pájaro bebedor aparece en la película Megamente (2010), mientras el protagonista se deprime tras la muerte de MetroMan
También apareció en una publicidad de celulares de la marca argentina NEXTEL llamada Nextel PRIP! - Pajarito (2009), en donde un pájaro bebedor pincha el celular Nextel  y sale la canción The Rhythm of the Night.